# Skupština Brčko distrikta BiH
Skupština Brčko distrika BiH (srp. Скупштина Брчко дистрикта БиХ), predstavničko je tijelo građana i nositelj zakonodavne vlasti u Brčko distriktu BiH. Sjedište joj je u Brčkom.

## O Skupštini
Prva Skupština Brčko distrikta BiH, koja je imala obilježje "prijelazne", imenovana je nalogom međunarodnog nadzornika za Brčko, dok je prva demokratski izabrana Skupština, konstituirana 24. studenog 2004. godine. Drugi saziv Skupštine konstituiran je 19. studenog 2008.
Skupština Brčko distrikta BiH zakonodavno je tijelo Brčko distrikta BiH, u čijoj je nadležnosti određivanje opće politike distrikta. Skupština se sastoji od 31 zastupnika, od kojih dva zastupnika predstavljaju nacionalne manjine u Brčko distriktu BiH. Zastupnici se biraju na općim, slobodnim, otvorenim i neposrednim izborima, tajnim glasanjem, u skladu sa zakonima Bosne i Hercegovine i Brčko distrikta BiH. Mandat Skupštine traje četiri godine. Zastupnici imaju imunitet i ne mogu biti krivično ni građanskopravno odgovorni za počinjena djela, izražena mišljenja i glasove date tokom obavljanja svojih dužnosti.

## Nadležnosti
Nadležnosti Skupštine Brčko distrikta BiH su:
- usvajanje Statuta Distrikta, Poslovnika o radu Skupštine, proračuna i zakona Brčko distrikta BiH i njihovih izmjena i dopuna;
- usvajanje odluka i rezolucija, u skladu sa Statutom i Poslovnikom o radu Skupštine;
- odlučivanje o javnim zajmovima i zaduživanjima Brčko distrikta BiH;
- izbor i razrješenje predsjednika i potpredsjednika Skupštine i gradonačelnika Brčko distrikta BiH i davanje suglasnosti na imenovanja zvaničnika;
- nadgledanje rada Vlade i cjelokupne uprave distrikta, naročito u pogledu upravljanja prihodima i rashodima;
- službena procjena rada gradonačelnika, direktora Direkcije za financije Brčko distrikta BiH, ravnatelja Trezora, ravnatelja Porezne uprave, šefa Policije, ravnatelja Ureda za upravljanje javnom imovinom, glavnog revizora Ureda za reviziju i zvaničnika koji se imenuju uz suglasnost Skupštine, najmanje jednom godišnje na redovno zakazanoj sjednici;
- razmatranje godišnjih financijskih izvješća koje sačinjavaju institucije Brčko distrikta BiH za financijsku kontrolu, uključujući i Ureda za reviziju.
- pokretanje spora pred Ustavnim sudom Bosne i Hercegovine u skladu s članom 6.4 Ustava Bosne i Hercegovine.

Skupština ima predsjednika i potpredsjednika. Radi koordinacije u radu Skupštine a naročito tokom priprema dnevnog reda, dva ili više zastupnika mogu oformiti zastupnički klub. U Skupštini se formiraju i skupštinske komisije, radi kvalitetnije pripreme nacrta zakona i obavljanja drugih dužnosti. Administrativnu podršku radu Skupštine pruža Stručna služba.
Svaki zastupnik, i gradonačelnik u ime Vlade, imaju pravo predlagati zakone. Za pripremu i dostavljanje Skupštini zakona koji se odnose na organizaciju i rad sudstva Brčko distrikta BiH, Ureda za pravnu pomoć, Tužiteljstva Brčko distrikta BiH i Pravobranilaštva, kao i na reguliranje rada odvjetnika i notara, nadležna je Pravosudna komisija.

## Predsjednici
| #  | fotografija | ime                       | mandat | mandat     | stranka | izvor |
| -- | ----------- | ------------------------- | ------ | ---------- | ------- | ----- |
| 1  |             | Mirsad Đapo (r. 1953.)    | 2000.  | 2004.      | SDP BiH | [ 2 ] |
| 2. |             | Milan Tomić (1946.)       | 2004.  | 2008.      | SP RS   |       |
| 3. |             | Esad Atić (r. 1963.)      | 2008.  | 2012.      | SDP BiH | [ 3 ] |
| 4. |             | Đorđe Kojić (r. 1954.)    | 2012.  | 2016.      | SNSD    | [ 4 ] |
| 5. |             | Esed Kadrić (r. 1979.)    | 2016.  | 2020.      | SDA     | [ 5 ] |
| 6. |             | Siniša Milić (r. 1971.)   | 2020.  | 2024.      | SNSD    |       |
| 7. |             | Damir Bulčević (r. 1981.) | 2024.  | trenutačno | NiP     | [ 6 ] |

## Vanjske poveznice
- Službena stranica